# Plan Z-4
Plan Z-4 naziv je za Nacrt sporazuma o Krajini, Slavoniji, Južnoj Baranji i Zapadnom Srijemu, kojeg su izradili veleposlanici zemalja Kontaktne skupine: SAD-a, Rusije, EZ-a i UN-a (koje su se sastajale u Zagrebu u ruskom veleposlanstvu od 22. ožujka 1994., stoga eng. Zagreb Four talks – Z-4) koji je predstavljen krajem siječnja 1995. godine. Plan je predstavljao pokušaj da se hrvatsko - srpski sukob okonča bez ulaženja u težak vojni sraz kakav je postajao neizbježnim kod jasne volje Republike Hrvatske da dovede natrag pod svoju vlast cjelokupni svoj teritorij i kod rastuće snage hrvatskih vojnih snaga - suočenih s nespremnošću srpske strane da preda vlast nad hrvatskim teritorijima kojima je bila ovladala ranije tijekom Domovinskog rata.
Hrvatska strana je u želji da udovolji međunarodnim partnerima prihvatila plan kao osnovu za pregovore, dok je srpska strana odbila čak i pregovarati o njemu.

## Sadržaj plana
Plan Z-4 predviđao je reintegraciju okupiranih područja u sastav Republike Hrvatske s time da bi ta područja osim Slavonije, Baranje i zapadnog Srijema uživala vrlo visoku autonomiju, a to bi se područje zvalo Srpska krajina. Iz Plana Z-4 proizlazilo je da bi Srpska krajina bila gotovo potpuno samostalan entitet u sklopu Republike Hrvatske, ali bez međunarodnog subjektiviteta, odnosno „država u državi”.
Prema Planu Z-4 autonomna Srpska krajina imala bi zakonodavno tijelo, predsjednika, vladu i sudove. Imala bi policiju, ali ne i vojsku. Također bi postojao i poseban ustavni sud. Krajina bi uživala potpunu autonomiju na područjima gospodarstva, socijalne politike, kulture, oporezivanja, turizma, energetike, zaštite okoliša itd., dok bi u nadležnosti hrvatske Vlade ostali vanjski poslovi, obrana, državljanstvo, međunarodna trgovina, financije itd. Krajina bi imala svoju posebnu novčanu jedinicu, njezini stanovnici imali bi pravo na dvojno državljanstvo (hrvatsko i SRJ), a imala bi i mogućnost održavanja međunarodnih veza i sklapanja međunarodnih ugovora (osobito sa SRJ i Republikom Srpskom na području obrazovanja, kulture i turizma). Stanovnici Krajine sudjelovali bi na izborima za Predsjednika Republike Hrvatske i Hrvatski sabor u kojemu bi imali svoje predstavnike, a mogli bi biti ministri, suci i drugi državni dužnosnici.
Glavni tvorac i najdosljedniji zagovornik plana Z-4 bio je američki veleposlanik Peter Galbraith. Prema Davidu Owenu osnova plana Z-4 postavljena je već u Ženevi sredinom 1994. nacrtom prema kome se osiguravao “najveći mogući stupanj autonomije Krajini, te postupna predaja vlasti od strane Srba hrvatskim vlastima, najprije u zapadnoj Slavoniji, a zatim i u istočnoj Slavoniji nakon uprave UN-a za područje UNPA sektora Istok.”

## Pregovori
Peter Galbraith je na temelju američkih obavještajnih podataka iznosio procjene da Hrvatska nema velike izglede da oružanom silom oslobodi svoja okupirana područja, dapače da bi u takvom pokušaju najvjerojatnije doživjela teški vojni poraz. Osim s predstavnicima vlasti, iznio je prije javnog iznošenja plana Z-4 njegove osnovne prijedloge i predstavnicima hrvatske oporbe.
O Planu Z-4 nije se zapravo ni pregovaralo: uspostavljeni su tek kontakti dvije strane. Na hrvatskoj strani, Odbor za mirnu reintergraciju hrvatskih okupiranih područja na saborskom zasjedanju 6. ožujka zaključio je da je plan za Hrvatsku neprihvatljiv. Nešto ranije Odbor za ustav konstatirao je da je plan suprotan hrvatskom Ustavu koji se protivi federalizaciji i konfederalizaciji Hrvatske. Hrvatska je - uz unaprijed izrečene ograde - načelno prihvatila plan tek kao polazište za pregovore s pobunjenim hrvatskim Srbima. Takvom prihvaćanju pregovaranja pridonijela je ocjena hrvatskog predsjednika Franje Tuđmana da Hrvatska treba uzeti još nešto vremena kako bi se dobro pripremila za konačno oslobođenje okupiranih područja; te da je prikladno surađivati s međunarodnom zajednicom.
Na srpskoj strani – tj. u SR Jugoslaviji, Republici Srpskoj Krajini i Republici Srpskoj – sazrela je nakon višegodišnjih međunarodnih gospodarskih sankcija i teške gospodarske krize svijest da je njihova snaga sve manja, dok snaga ratnih neprijatelja raste. Međutim radikalni elementi koji su pokrenuli rat i imali glavnu riječ u srpskoj politici nisu bili sposobni za međusobni dogovor o nekom mirnom okončavanju rata, te su iz dana u dan bili u sve jačoj međusobnoj zavadi. U takvoj međusobnoj zavađenosti, nije srpska strana bila u stanju voditi pregovore koji bi iziskivali donošenje važnih odluka.
Iz srpske perspektive, moglo se sagledati da bi primjena načela sadržanih u planu Z-4 zasigurno rezultirala preispitivanjem statusa Kosova (te, moguće, Vojvodine, pa čak i Sandžaka), odnosno mogućom restauracijom autonomnih pokrajina i težnji k nezavisnosti (Kosovo). Takvo što bi – uz posljedice po status Srbije koje srbijansko vodstvo nije smatralo prihvaljivima – između ostalog neminovno vodilo detronizaciji srpskoga vođe. Naposljetku pobunjeničko rukovodstvo "Republike Srpske Krajine" iz Knina nije htjelo primiti plan od 53 stranice i nekoliko aneksa, a srbijanski predsjednik Milošević nije čak želio u audijenciju primiti četvoricu veleposlanika koji bi mu prezentirali plan kojega su razradili.
Tadašnji veleposlanik Rusije u Republici Hrvatskoj Leonid Kerestedžijanc, koji je i sam imao znatnu ulogu u pripremi Plana Z-4, prenosi da ga je tadašnji ministar vanjskih poslova Rusije Andrei Kozyrev informirao kako međunarodna zajednica ozbiljno stoji iza plana Z-4 i smatra ga uvodom u sličan plan za Kosovo. Kerestedžijanc ocjenjuje da je takva informacija došla i do Slobodana Miloševića, što je odredilo neuspjelu sudbinu Plana.
Diplomatski pokušaji stranih sila ipak su urodili manjim i privremenim napredcima: ubrzo nakon početka pregovora 22. ožujka 1994. godine dogovoren je službeni prekid vatre između hrvatskih i snaga RSK, koji je stupio na snagu 29. ožujka 1994. godine. Hrvatska strana je od Slobodana Miloševića dobila neke iskaze volje da se pregovara u pravcu kojega podržavaju međunarodni posrednici, ali nije bila sigurna sprječavaju li takav napredak vođe iz redova srpskih pobunjenika u Hrvatskoj i BiH -  ili i sam Milošević sudjeluje u odugovlačenju. Na drugoj je strane Republika Hrvatska okončala, u vrijeme aktivnosti u svezi Plana Z4, ozbiljni Bošnjačko-hrvatski sukob i sklopila s Bošnjacima - uz posredovanje Sjedinjenih Američkih Država - u ožujku 1994. god. Washingtonski sporazum. Odredbe tog sporazuma će u studenom 1994. god. omogućiti napredovanje Hrvatske vojske u operaciji "Zima '94" preko područja Bosne i Hercegovine: u toj će operaciji biti poražene srpske snage na Livanjskom polju i planini Dinari - tj. osvojene su komunikacije i položaji koji su omogućavali daljnje operacije Hrvatske vojske u svrhu izbijanja pred sam Knin, tadašnje središte RSK. Samo pola godine nakon neuspjele prezentacije Plana Z4, hrvatska je pokrenula oslobodilačku Operaciju Oluja. 

## Vanjske poveznice
- (en) Nacrt sporazuma o Krajini, Slavoniji, Južnoj Baranji i Zapadnom Srijemu – I. dio ()] i II. dio ()